# 亚历山大·弗拉索维奇·科瓦连科
亚历山大·弗拉索维奇·科瓦连科（俄语：Алекса́ндр Вла́сович Ковале́нко，1909年11月25日—1987年11月2日），乌克兰人，苏联党和国家领导人。曾任别尔哥罗德州州长；苏共别尔哥罗德州委第一书记；苏共奥伦堡州委第一书记；苏联国家物资储备委员会主席等职务。

## 生平
- 1909年11月25日出生于波尔塔瓦省科别利亚克区尼古拉耶夫卡村的一个农民家庭。小学毕业后在当地做牧羊人。1924年加入共青团。农业集体化后在当地集体农庄做拖拉机司机，随后任哈尔科夫州洛佐瓦区拖拉机队长。他还在业余兼任乡村报纸通讯员。1931年加入联共（布）。
- 1932年-1934年，红军黑海舰队服役，担任红色高加索号巡洋舰团支部书记。1933年随舰队访问土耳其、希腊和意大利。
- 1934年-1937年，哈尔科夫农业大学学习。
- 1937年-1939年，哈尔科夫州旧萨尔蒂夫、新新沃多拉哈拖拉机站站长。
- 1939年-1941年，哈尔科夫州新沃多拉哈区长。
- 1941年-1943年，乌共（布）哈尔科夫州新沃多拉哈区委书记。卫国战争期间在当地组织地下党和游击队工作。
- 1943年-1944年，乌共（布）哈尔科夫州新沃多拉哈区委第一书记。
- 1944年-1952年，乌共（布）哈尔科夫州沃夫昌斯克区委第一书记。
- 1952年-1954年，乌共（布）哈尔科夫州丘胡伊夫区委第一书记。
- 1954年-1955年，苏共别尔哥罗德州委农业部长。
- 1955年-1956年，别尔哥罗德州第一副州长。
- 1956年-1957年，苏共中央党校领导干部培训班学习。
- 1957年-1960年12月，别尔哥罗德州州长。
- 1960年12月-1963年1月，苏共别尔哥罗德州委第一书记。
- 1963年1月-1964年5月，苏共别尔哥罗德州农村区委第一书记。
- 1964年4月-12月，苏共奥伦堡州农村区委第一书记。
- 1964年12月-1980年12月，苏共奥伦堡州委第一书记。
- 1980年12月-1986年4月，苏联国家物资储备委员会主席。
- 1986年4月起退休，享受联邦个人养老金待遇。
- 1987年11月4日于莫斯科逝世，享年77岁。葬于新圣女公墓。

科瓦连科是苏共21-27大代表；第22-26届中央委员；第6-11届苏联最高苏维埃联盟院代表，第5届俄罗斯苏维埃联邦社会主义共和国最高苏维埃代表。

## 荣誉
- 两次社会主义劳动英雄称号（1948,1976）
- 六次列宁勋章（1948,1968,1969,1975,1976,1979）
- 十月革命勋章（1971）
- 一级卫国战争勋章（1985）
- 三次劳动红旗勋章（1958,1959,1966）
- 各民族人民友谊勋章（1984）
- 两次红星勋章（1944,1945）
- 劳动英勇奖章（1959）
- 一级卫国战争游击队员奖章（1944）
- 1941-1945年伟大卫国战争战胜德国奖章
- 1941-1945年伟大卫国战争胜利二十周年奖章
- 1941-1945年伟大卫国战争胜利三十周年奖章
- 1941-1945年伟大卫国战争胜利四十周年奖章
- 1941-1945年伟大卫国战争中忘我劳动奖章
- 纪念列宁诞辰一百周年奖章
- 苏联武装力量五十周年奖章
- 苏联武装力量六十周年奖章
- 开垦处女地奖章
- 退休劳动者奖章
- 全苏农业展览会奖章
- 苏联国民经济成就展奖章
- 奥伦堡市荣誉市民（1999）[5]